# Астанайское благочиние
Астанайское благочиние — церковно-административный округ, который входит в состав Астанайской и Алма-Атинской епархии Русской Православной Церкви. Оно охватывает столицу Казахстана Нур-Султан (Астану) и прилегающие территории Акмолинской области.

## Основные храмы
- Свято-Успенский кафедральный собор

Главный храм благочиния, освященный в 2010 году, вмещает до 3 тысяч человек, что делает его крупнейшим православным собором в Центральной Азии. Находится по адресу: улица Куйши Дина, 27.
- Константино-Еленинский собор

Храм, посвященный святым равноапостольным Константину и Елене.  Расположен по адресу Проспект Республики, 12-б.
- Храм преподобного Серафима Саровского

Расположен на проспекте Богенбай батыра, 8.
- Монастырский храм Александра Невского

Принадлежит женскому монастырю, который назван в честь иконы Божией Матери «Взыскание погибших».

### Монастыри
- Женский монастырь «Взыскание погибших»

Монастырь был основан в 1995 году, его настоятельницей стала игумения Севастиана (Плотникова). На территории монастыря находится скит, который был освящён в честь преподобного Силуана Афонского.

## Духовная жизнь и образование
- Молодёжное движение

Сейчас активно реализуются проекты «Православие в Астане» и «Духовный сад Семиречья».
- Воскресные школы

В храмах действуют образовательные программы для детей и взрослых.
- Издательская деятельность

Выпускается газета «Свет Православия в Казахстане».

## Руководство
Митрополит Александр (Могилёв) возглавляет епархию с 2010 года. Он также является главой Митрополичьего округа, который объединяет все православные епархии Казахстана.